# Pseudohelcon
Pseudohelcon är ett släkte av steklar. Pseudohelcon ingår i familjen bracksteklar.
Kladogram enligt Catalogue of Life:
| Pseudohelcon | \| \| Pseudohelcon angustipalpis \| \| \| \| \| \| Pseudohelcon elongatus \| \| \| \| \| \| Pseudohelcon nigripennis \| \| \| \| \| \| Pseudohelcon tessmanni \| \| \| \| |
|              | \| \| Pseudohelcon angustipalpis \| \| \| \| \| \| Pseudohelcon elongatus \| \| \| \| \| \| Pseudohelcon nigripennis \| \| \| \| \| \| Pseudohelcon tessmanni \| \| \| \| |
|              | Pseudohelcon angustipalpis |
|              | |
|              | Pseudohelcon elongatus |
|              | |
|              | Pseudohelcon nigripennis |
|              | |
|              | Pseudohelcon tessmanni |
|              | |